# Johan Anton Elnberger
Johan Anton Elnberger (1637 i Hessen - 20. december 1695) var en dansk officer.
Han var født i Hessen og tjente sig fra menig soldat op til general. I Den Skånske Fejde træffer vi ham i slaget ved Landskrone 1677 som oberstløjtnant og chef for den ene bataljon af Prins Christians Regiment, for hvilken afdeling han blev chef 1683. I mellemtiden var han efter krigens slutning først kommandant i Nyborg 1680 og senere i Rendsborg 1682. Da Danmark 1689 sendte hjælpetropper til Irland, fulgte Elnberger disse med den ene bataljon af sit regiment og blev 10. september brigader. 1692 førte han under store besværligheder hjælpetroppernes infanteri til Flandern og blev 17. januar 1693 udnævnt til generalmajor. Han deltog nu på en berømmelig måde i krigen i de påfølgende år, indtil den episode indtraf, der bragte ham døden på den forsmædeligste måde, og som vakte uhyre opsigt i hæren.
1694 kommanderede han garnisonen i Dixmuyden, hvorfra han på forskellige måder gjorde fjenden afbræk. Men forholdene bragte det med sig, at den lille fæstning i juli 1695 blev belejret af de franske, og at det blev af vigtighed for de allierede, at Elnberger holdt den så længe som muligt. Alligevel overgav han sig næsten straks i belejringens begyndelse. Hans årsager hertil er dunkle. Beskyldninger for fejhed, bestikkelser og lignende prellede af imod hans anerkendt hæderlige krigerlevned. Den krigsret, som blev nedsat over ham, og som bestod af danske og engelske officerer, dømte ham til døden, og den næsten tresårige mand blev 20. december 1695 henrettet med sværdet, efter at han fra selve retterstedet havde ladet oplæse et forsvarsskrift og med ed bevidnet, at han ikke var forræder. Der blev senere gjort ophævelser over, at dødsdommen ikke var sendt til kongen af Danmarks stadfæstelse.